# 1708

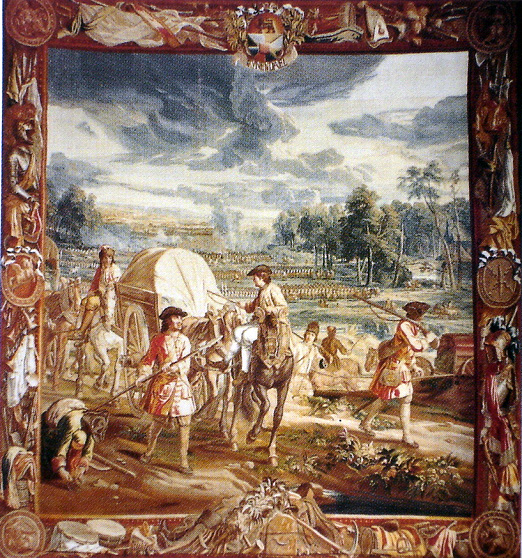
Slag bij Wijnendale

Het jaar 1708 is het 8e jaar in de 18e eeuw volgens de christelijke jaartelling.

## Gebeurtenissen
januari
- 18 - De historicus Gerhard Dunbar wordt secretaris van zijn geboortestad Deventer.

mei
- 8 - Hardenberg brandt af door een actie van Aaltje Kraak

juni
- 13 - Sebastian Artois verwerft de titel Meester-Brouwer in de brouwerij Den Hoorn te Leuven. Sindsdien is de naam Artois een bekend biermerk, tegenwoordig als Stella Artois

juli
- 5 - De laatste hertog van Mantua en Montferrat sterft als balling in Venetië. De beide landjes worden deel van het Habsburgse Rijk.
- 11 - Slag bij Oudenaarde; de hertog van Marlborough en prins Eugène van Savoye verslaan de Fransen en belegeren Rijsel

augustus
- 23 - Pamheiba wordt gekroond tot maharaja van Manipur.

september
- 28 - Slag bij Wijnendale; een konvooi is op weg naar het belegerde Rijsel; het wordt beschermd door geallieerde troepen onder het bevel van de Engelse generaal-majoor Webb; die slaan succesvol een aanval af door de Franse troepen onder leiding van graaf de la Motte; er vallen die dag wel duizenden doden.
- Met de val van het fort Castillo di San Felipe is de Britse verovering van Menorca compleet.

oktober
- 28 - Samen met de Kozakken die bereid zijn hem te volgen, loopt hetman Ivan Mazepa van Oekraïne over naar de legers van Polen en de Zweden. Slechts 3000 kozakken volgen zijn voorbeeld. De anderen blijven trouw aan hun tsaar en kiezen een nieuwe hetman.

november
- 26 - Nabij Brussel wordt het fort van Monterey ingenomen door de Fransen onder aanvoering van Maximiliaan II Emanuel van Beieren.

zonder datum
- Goeroe Gobind Singh, de laatste menselijke goeroe benoemt de goeroe Granth Sahib tot de permanente goeroe van de sikhs. Hij roept de sikhs op om de goeroe Granth Sahib te eren als het lichaam en geest van de tien eerdere menselijke goeroes.
- De winter van 1708-1709 is in Europa een van de koudste van de 18e eeuw.

## Muziek
- Johann Sebastian Bach wordt organist van de Stadskerk van Weimar.
- Georg Philipp Telemann schrijft de opera Adonis

## Bouwkunst

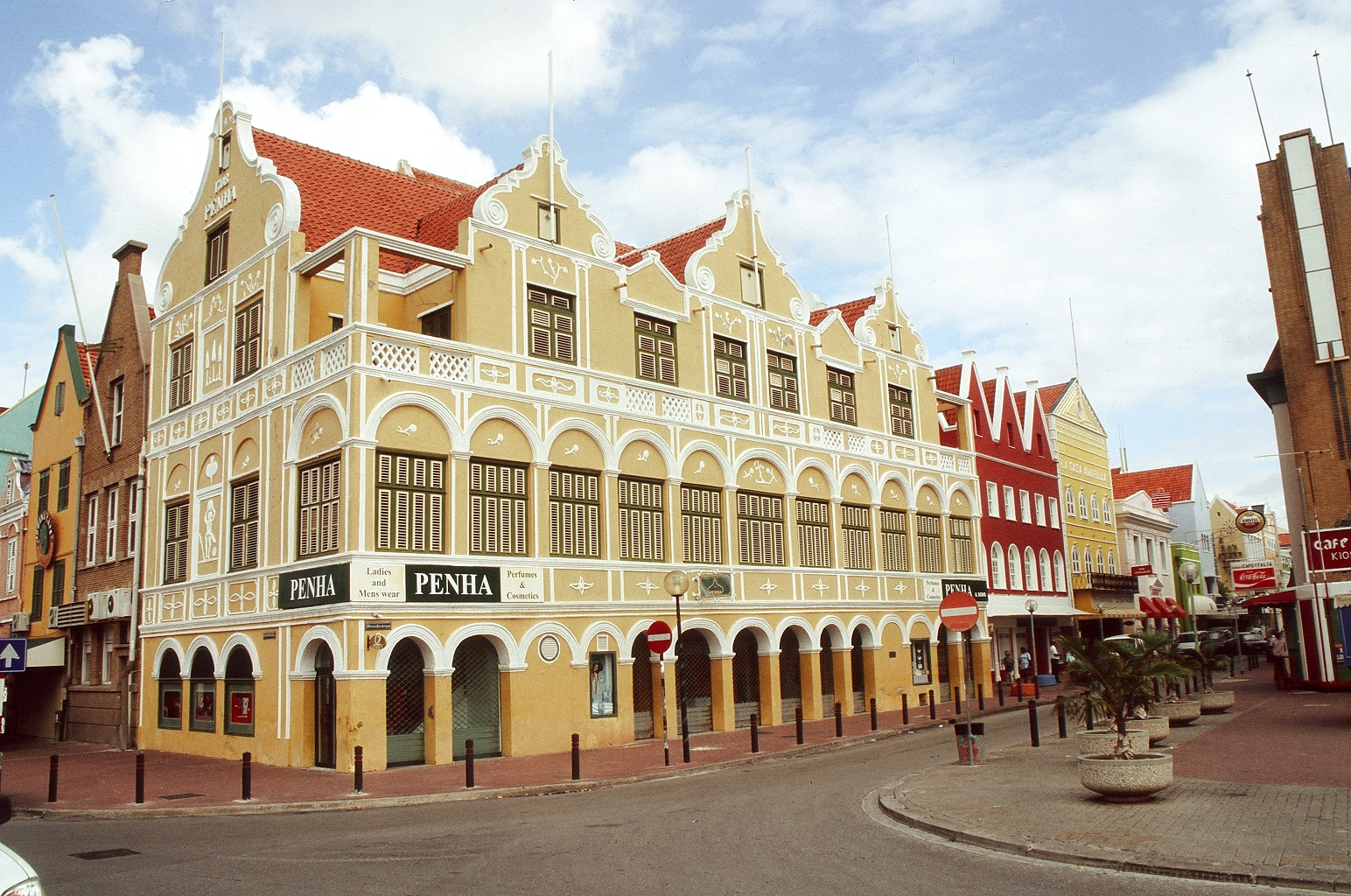
Penha gebouw Willemstad, Curaçao

## Geboren
december
- 8 - Frans I Stefan, keizer van het Heilige Roomse Rijk 1745-1765 (overleden 1765)

## Overleden
oktober
- 1 - John Blow (59), Engels componist en organist
- 11 - Ehrenfried Walther von Tschirnhaus (57), Duits wiskundige
- 24 - Seki Kōwa (65), Japans wiskundige

november
- 3 - Henriëtte Catharina van Nassau (71), dochter van stadhouder Frederik Hendrik en Amalia van Solms
- 7 of 8 - Ludolf Bakhuysen (77), Duits-Nederlands kunstschilder